# Меч (фильм, 1980)
«Меч» (иер. трад. 名劍, упр. 名剑, кант.-рус.: Мин ким, англ. The Sword) — гонконгский фильм 1980 года в жанре уся, снятый на студии Golden Harvest. Дебютная режиссёрская работа Патрика Тхама.

## Сюжет
Когда фехтовальщик Фа Чхиньсю приносит кузнецу свой меч, эксперт просит выкинуть или уничтожить его, иначе Чхиньсю будет убит этим самым мечом. Чхиньсю не верит в это. Он скрывается, поскольку многие меченосцы хотят сразиться с ним. Лэй Макъинь — один из них. Макъинь случайно спасает молодую девушку от профессионального убийцы. Услышав, что дочь Фа Чхиньсю, Инчи, была похищена, Макъинь идёт спасать её, но она оказывается той, которую он спас ранее. Тем не менее, Макъинь всё ещё хочет бросить вызов Фа Чхиньсю, поскольку это дело всей его жизни. На дуэли Чхиньсю получает лёгкое ранение и признаёт поражение. Вскоре он умирает. Инчи винит в этом Макъиня: она считает, что отец умер из-за ранения на дуэли. Однако, вскоре выясняется, что Чхиньсю был убит человеком Линь Ваня, коллекционера мечей и мастера боевых искусств. Он же является мужем Инь Сиую, бывшей девушки Макъиня. Инчи и Макъинь мстят Линь Ваню.

## В ролях
| Актёр       | Роль              |
| ----------- | ----------------- |
| Адам Чэн    | Лэй Макъинь       |
| Норман Чхёй | Линь Вань         |
| Джоджо Чань | Инь Сиую          |
| Тянь Фэн    | Фа Чхиньсю        |
| Нгай Чхаува | Юнь Кэй           |
| Чхёй Кит    | Фа Инчи           |
| Эдди Коу    | Чань Тхитъи       |
| Лэй Хойсан  | Чхау Фунь         |
| Ын Тхун     | Вон Сапкэй        |
| Лау Ятфань  | старик с голубями |
| Лау Сиумин  | привратник        |

## Съёмочная группа
- Компания: Golden Harvest
- Продюсер: Рэймонд Чоу
- Режиссёр: Патрик Тхам
- Сценарист: Вон Ин[кит.], Лоу Чикён, Лау Тхиньчхи[кит.], Патрик Тхам
- Ассистент режиссёра: Хо Хонкхиу
- Постановка боевых сцен: Тан Такчён, Тони Чхин
- Художник: Мак Во, Лён Пхин
- Монтаж: Питер Чён
- Оператор: Билл Вон[кит.]
- Дизайнер по костюмам: Хун Кхюньхой, Чю Синхэй, Ю Маньва
- Грим: Чань Куокхун
- Композитор: Джозеф Ку